# Baintha Brakk II
Der Baintha Brakk II (auch Ogre II) ist ein 6960 m hoher Berg im pakistanisch kontrollierten Teil des Karakorum bzw. der umstrittenen Region Kaschmir. 

## Lage
Der Baintha Brakk II befindet sich im Panmah Muztagh. 2,08 km nordnordwestlich liegt der 7285 m hohe Baintha Brakk I, von welchem er durch einen 5800 m Sattel getrennt wird. 
3,64 km ostsüdöstlich erhebt sich der Latok II (7108 m). Dazwischen liegt ein 5680 m hoher Sattel. 
Flankiert wird der Baintha Brakk II im Südwesten vom Uzun-Brakk-Gletscher sowie im Norden vom Choktoigletscher.

## Besteigungsgeschichte
Es gab mehrere Besteigungsversuche in den Jahren 1979 und 1982.
Einer koreanischen Expedition gelang schließlich 1983 die Erstbesteigung des Baintha Brakk II. 
You Han-Gyu und Kim Dug-Yong erreichten am 16. Juli 1983 den Gipfel.
Die US-amerikanischen Bergsteiger Kyle Dempster und Scott Adamson werden, seit dem sie am zweiten Tag der versuchten Erstdurchquerung der Nordwand am 22. August 2016 zuletzt gesehen wurden, dort vermisst.

## Nebengipfel
An der Südflanke des Baintha Brakk II erhebt sich die 5487 m hohe Felsnadel
Ogre’s Thumb (⊙) (gelegentlich auch als Ogre Stump bezeichnet). 
Sie wurde am 13. August 1987 von Tony Jewell und Tom Walter erstbestiegen. Sie kletterten dabei die Südwestwand (Schwierigkeitsgrad VI, 5.10+, A2) hinauf.